# 富島神社
富島神社（とみしまじんしゃ）は、大阪府大阪市北区中津に鎮座する神社。

## 歴史
創建年は不詳。はじめは祇園牛頭天王社と称し、1594年（文禄3年）の片桐且元検地にも除地とある。
1872年（明治5年）に村社に列され、1907年（明治40年）には神饌幣帛料供進社に指定される。また同年に南浜の春日神社、宮本の天満宮を合祀し、1909年（明治42年）には十三の鷺島神社、塚本の八坂神社を合祀。鷺島神社は淀川改修のため成小路の村社兵衛府神社を1901年（明治34年）に合祀したものである。
1910年（明治43年）、難波八十島の利島に因る旧社名利島神社が、宇地の外島と混同するので今の社名に改称した。
195年（昭和20年）の大阪大空襲で焼失し、1955年（昭和30年）に再建。1964年（昭和39年）に塚本の八坂神社を分離して、塚本神社となる。

## 祭神
主祭神
- 速素盞嗚尊

相殿
- 天照皇大神
- 八幡大神
- 奇稻田姫命
- 豊受皇大神
- 住吉大神
- 菅原道真公

## 境内社
- 稲荷神社 - 宇賀御魂神
- 美津社 - 事代主神・天児屋根命・兵衛府八幡・猿田彦神

1921年（大正10年）に島神社・春日神社・兵衛府神社の3社を合祀。
- 豊恵美須社
- 富島天満宮

## 交通
- 阪急神戸線・宝塚線「中津駅」より北東に徒歩で約5分。